# Mystacidium braybonae
Mystacidium braybonae är en orkidéart som beskrevs av Victor Samuel Summerhayes. Mystacidium braybonae ingår i släktet Mystacidium och familjen orkidéer. Inga underarter finns listade i Catalogue of Life.